# ماهسیر طلایی
ماهسیر طلایی (Tor putitora)، یا ماهسیر هیمالیا، گونه‌ای در حال انقراض از ماهی‌های خانواده کپورماهیان است که در نهرهای با جریان تند، برکه‌های رودخانه‌ای و دریاچه‌های منطقه هیمالیا یافت می‌شود. محدوده بومی آن حوضه رودخانه‌های سند، گنگ و برهماپوترا است. گزارش شده است که در رودخانه سالوین، مرز طبیعی بین تایلند و میانمار نیز یافت می‌شود، اما تعداد آن بسیار نادر است بطوری که فقط سه بار در طول ۲۸ سال اخیر دیده شده است.
این گونه همه چیزخوار به‌طور کلی در نزدیکی سطح در آبهایی که دمای آن ۱۳–۳۰ درجه سلسیوس (۵۵–۸۶ درجه فارنهایت) متغیر است، یافت می‌شود. این گونه یک ماهی پرطرفدار و بزرگ‌ترین گونه ماهسیر است که می‌تواند به ۲٫۷۵ متر (۹٫۰ فوت) و ۵۴ کیلوگرم (۱۱۹ پوند) برسد، اگرچه امروزه بیشتر آنها بسیار کوچکتر از این هستند. {{سخ}}